# Nartorolki

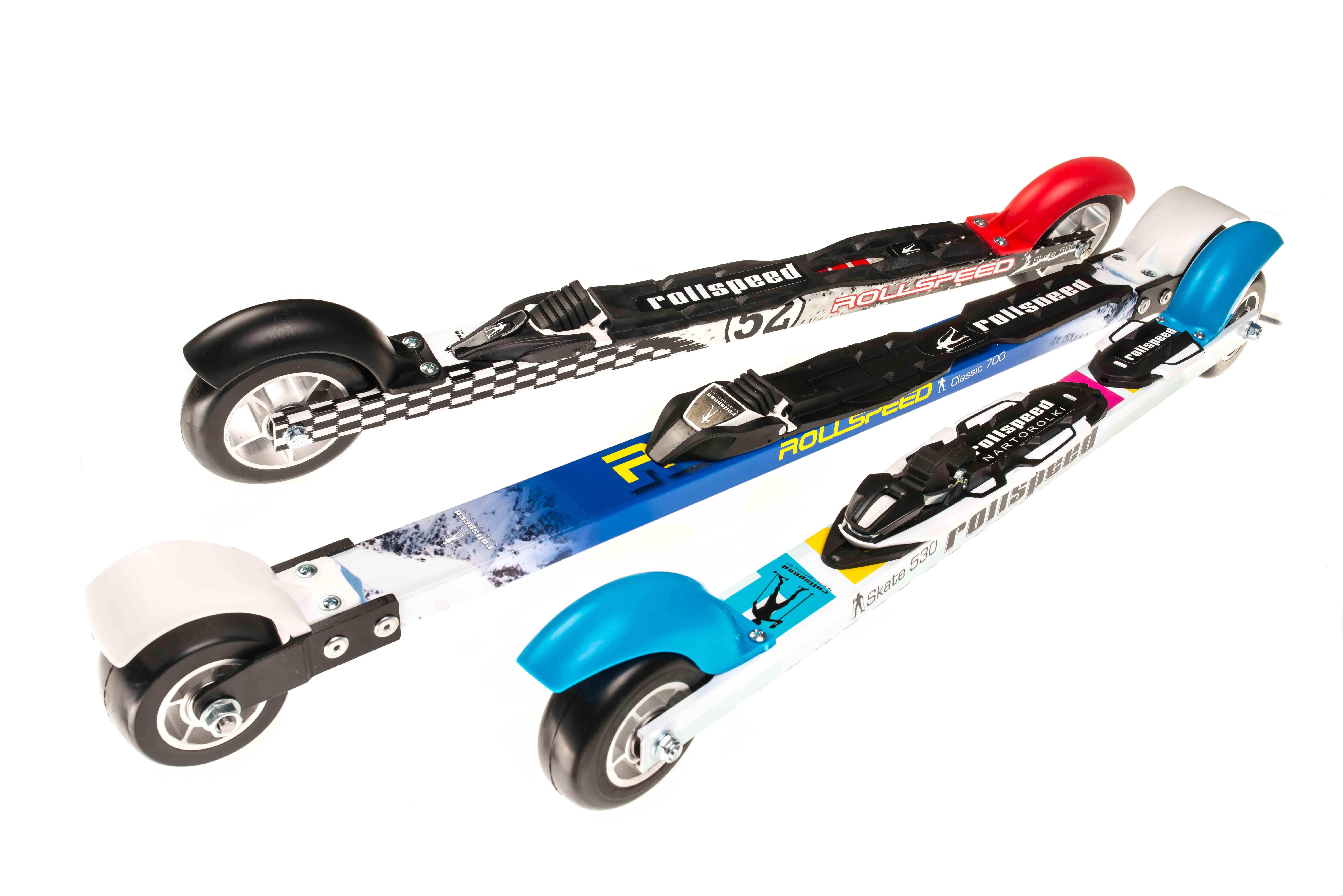
Nartorolki biegowe do stylu klasycznego, łyżwowego oraz juniorskie.

Nartorolki – urządzenie do symulacji jazdy na nartach (biegowych lub zjazdowych). Alternatywa dla narciarstwa latem.
Jest to sprzęt sportowy do uprawiania narciarstwa biegowego w warunkach bezśnieżnych. Z uwagi na krótsze zimy nartorolki można użytkować do 10 miesięcy w ciągu roku. Na nartorolki składa się komplet dwóch ram, na końcach których zainstalowane się specjalne koła.
Pierwsze prototypowe nartorolki powstawały już w latach 30. XX wieku równocześnie we Włoszech oraz Europie Północnej. Jednak dopiero w okresie między 1950–1970, gdy narciarstwo biegowe jako dyscyplina sportowa zaczynało nabierać profesjonalnego charakteru, wzrosła potrzeba podtrzymywania kondycji i treningu okrągły rok, w tym także latem. Po pierwszych eksperymentach w różnych krajach (m.in. Włochy, Norwegia, Niemcy, Szwecja, Holandia) i zauważeniu pewnych wspólnych cech w konstrukcji nartorolek, w latach 80., zaczęły klarować pewne ich standardy.
Treningi na nartorolkach profesjonalnych narciarzy dały też podstawę do zorganizowania pierwszych zawodów na nartorolkach, w których mogliby się oni sprawdzić i porównać. Pierwsze międzynarodowe zawody zostały zorganizowane w 1993 roku w Hadze. Rok 1998 przyniósł wyróżnienie Międzynarodowej Federacji Narciarskiej FIS, która nadała tym zawodom ragę Mistrzostw Świata FIS. Od tego momentu zawody są imprezą cykliczną i odbywają regularnie co roku.

## Nartorolki biegowe
Stanowią sprzęt do imitacyjnego treningu narciarstwa biegowego w lecie na dobrych gładkich powierzchniach jak np. asfaltobeton (popularnie zwany asfaltem), gładkie betony, nowoczesne powierzchnie asfaltobetonów akrylowych. Dzielą się na 3 główne typy:
1. Do narciarstwa w stylu klasycznym, mają dłuższe mosty, ok. 700 mm, szersze kółka i przede wszystkim na każdej nartorolce, jedno z nich, przeważnie tylne, blokuje jednostronnie, aby możliwe było odbicie klasyczne jednokrokiem lub dwukrokiem.
2. Do narciarstwa w stylu dowolnym, z krótszymi mostami, ok. 500 mm, przeważnie z większymi i węższymi kółkami 25/100 mm, które nie blokują, więc pozwalają tylko na jazdę łyżwą lub bezkrokiem.
3. Terenowe, na których można poruszać się po mniej gładkich powierzchniach, np. po drogach o gorszej nawierzchni, a nawet ścieżkach parkowych, polnych i leśnych. Większość nartorolek terenowych tak naprawdę nie jest nartorolkami (bo nie występuje w nich główny dla obu stylów narciarskich element unoszenia pięty podczas biegu), ale łyżworolkami terenowymi (bo układ stopa – powierzchnia trakcyjna kół jest stały jak w łyżwach).

Każda nartorolka zbudowana jest z:
- mostu nośnego – zbudowanego z kwadratowego profilu aluminiowego dla modeli podstawowych, bądź z nowoczesnych kompozytów drewniano-węglowo-epoksydowych w czołowych modelach, których zaletą jest tłumienie drgań od nierówności powierzchni po których jada koła i nie przenoszenie ich na stawy ćwiczącego. Powstają też pierwsze mosty typu kompozyt włókna szklane-włókna węglowe, zaletą ich jest znakomita redukcja wagi, ale niestety nie tłumią tak drgań jak wspomniane poprzednio. Mosty mają ukształtowane z ich materiału lub nakładane widełki do mocowania kół.
- wiązania narciarskiego biegowego, aby możliwe było używanie biegowych butów narciarskich. Wiązanie jest przykręcone jak najdalej w tylnej części rolki i powinno mieć mocniejsze sprężyny niż dla nart biegowych, gdyż nartorolki są zdecydowanie cięższe od nart.
- kółka do poruszania się po wybranej powierzchni, które zbudowane są z przeważnie aluminiowej obręczy i na wulkanizowanej na nich specjalnej monolitycznej obręczy gumowej. W modelach do jazdy szybkiej czołowe firmy oferują też koła z obręczami z PU, poliuretanu, o twardościach od A76 do A82 w skali Shore’a. Koła wolne w rolkach klasycznych, jak i dowolnych wyposażone są w łożyska i osie do ich mocowania w widełkach mostów. Koła blokujące mają igłowe łożyska blokujące ruch w jednym kierunku i frezowane osie umożliwiające blokowanie wstecznego ich obrotu wobec widełek.

Do jazdy na nartorolkach biegowych używa się biegowych kijków narciarskich z wymienionymi koszykami śniegowymi na specjalne wzmacniane końcówki z widii i butów do narciarstwa biegowego zimowych lub specjalnych przewietrzanych dla rolek. Zalecane jest używanie kasku rowerowego, ochraniaczy łokci i kolan (takich jak dla łyżworolek).

## Nartorolki terenowe
Zbudowane są z:

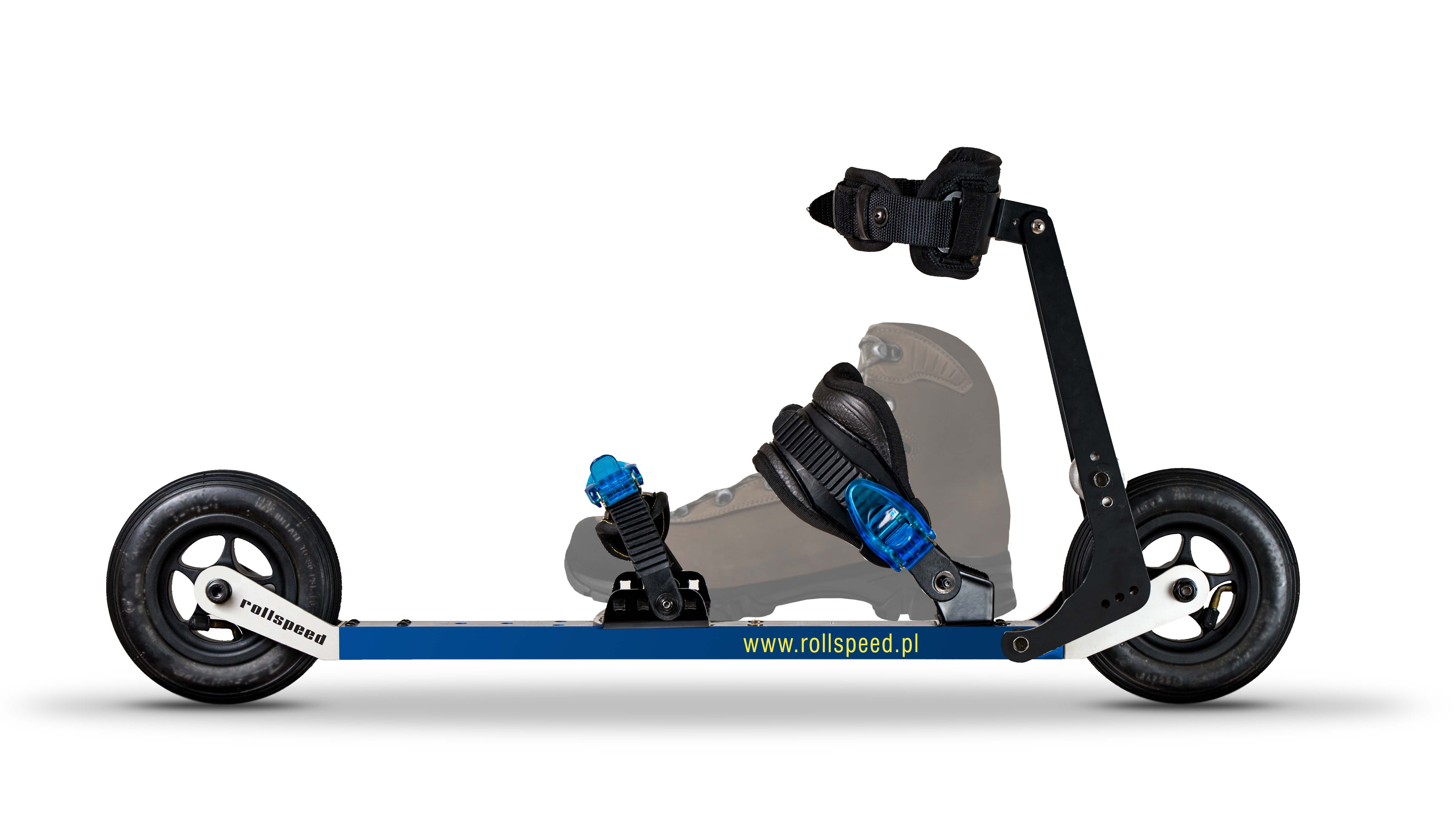
Nartorolki terenowe na kołach pompowanych. Wyposażone w uniwersalne wiązanie z nieruchomą piętą oraz hamulec. Dodatkowo rolki posiadają mechanizm uniemożliwiający cofanie się tzw. antyrewers

- ramy – krótszej niż w przypadku nartorolek biegowych do której przytwierdzone są 2 kółka, zazwyczaj o średnicy 15–20 cm z dętką lub kauczukowych w zależności od pokonywanego terenu
- wiązania w różnych formach – ruchomej lub stałej
- butów – do nart biegowych lub botów od łyżworolek
- ramy na stałe przymocowanej do buta[potrzebny przypis].

Do jazdy na nartorolkach terenowych używa się zazwyczaj kijków narciarskich z dodatkową nakładką w przypadku nawierzchni asfaltowych.

## Nartorolki zjazdowe
Używane do jazdy na letnich stokach narciarskich (trawa, igelit).